# Klinkeberg
Der Klinkeberg ist eine 107,9 m ü. NHN hohe Erhebung auf der Gemarkung der Gemeinde Planetal im Landkreis Potsdam-Mittelmark in Brandenburg. Die Erhebung befindet sich südlich des Ortsteils Kranepuhl. Südwestlich grenzt die Gemarkung der Gemeinde Rabenstein/Fläming, südöstlich die Gemarkung der Gemeinde Niemegk an. Der Lühnsdorfer Bach fließt von Nordwesten kommend in südsüdöstlicher Richtung an der Erhebung vorbei.